# 小川権之助
小川 権之助（おがわ ごんのすけ、1888年（明治21年）12月20日 - 1963年（昭和38年）5月23日）は、大日本帝国陸軍軍人。最終階級は陸軍中将。

## 経歴
1888年（明治21年）に三重県で生まれた。陸軍士官学校第24期卒業。1938年（昭和13年）3月1日に独立歩兵第7大隊長に就任し、7月15日に陸軍歩兵大佐に進級した。1939年（昭和14年）3月に歩兵第216連隊長（第12軍・第34師団・第34歩兵団）に転じ、日中戦争に出動。南昌に駐屯し、錦江作戦などに参加した。
1941年（昭和16年）7月13日に北部軍兵器部長に転じ、10月15日に陸軍少将に進級した。1944年（昭和19年）3月に第5方面軍兵器部長に就任し、1945年（昭和20年）2月1日に北部軍管区兵器部長を経て、3月19日に陸軍中将に進級。同日第89師団長に親補され、終戦時は択捉島に位置した。